# DNA Productions
DNA Productions, Inc. fue un estudio de animación y una productora estadounidense fundada en 1987 por John A. Davis y Keith Alcorn, que es conocida por sus películas de comedia.  También proporcionó dirección, escritura de guiones y producción a sus clientes.

## Historia
DNA Productions fue fundada en Dallas por John A. Davis y Keith Alcorn en 1987, luego de que dejaran sus puestos en K & H Productions, una compañía de animación local. Hasta 1997, DNA Productions tenía solo seis empleados y se dedicaba a la producción de comerciales. La empresa también realizó trabajos para otras empresas.
En 1999, el estudio se asoció con The Curiosity Company y Fox Television Studios para hacer un especial navideño para televisión titulado Olive, the Other Reindeer , que fue nominado a los premios Emmy y también se unió a la producción con O Entertainment de Steve Oedekerk en el CG. Especial de Navidad, Papá Noel contra el Muñeco de Nieve 3D .
A partir de 1998, el estudio presentó una idea de Jimmy Neutrón a Nickelodeon en forma de un episodio piloto llamado " Runaway Rocketboy ", que condujo al desarrollo y producción de la película Jimmy Neutrón: Boy Genius , que más tarde fue nominada a un Premio de la Academia , y la serie de televisión Las aventuras de Jimmy Neutrón, Boy Genius que se llevó a cabo en transmisiones originales de 2002 a 2006. En 2006, DNA Productions completó The Ant Bully , un largometraje basado libremente en el libro infantil del mismo nombre, mientras que la producción de la tercera temporada de Las aventuras de Jimmy Neutrón, Boy Genius estaba terminando. Las instalaciones del estudio cerraron más tarde a finales del año 2006, lo que hizo que terminara la serie.

### Mascotas
Hasta 2002, la mascota del estudio era anteriormente un gato morado con dos colas en una formación en espiral de ADN llamado Helix the Cat. De 2002 a 2006, Helix the Cat fue reemplazado por un chimpancé de tres ojos animado por computadora llamado Paul, que lleva el nombre y la voz de uno de sus empleados, Paul Claerhout.

## Producciones

### Televisión
- Nanna and Lil' Puss Puss (1991-2001)
- The Aktion Brothers (1992-1995) (coproducción con Aktion Sorgenking, Trickompany y Cartoon Network)
- Basic Values: Sex, Shock & Censorship in the 1990s (1993)
- Attack of the 5 Ft. 2 In. Women (1994) (Animación)
- A.J.'s Time Travelers (1994-1995) (coproducción con Gold Coast Company Entertainment)
- Saturday Night Special (1996) ("The Spooners" shorts)
- The O Show (1997) (coproducción con O Entertainment)
- Santa vs. the Snowman (1997) (coproducción con O Entertainment)
- The Weird Al Show (1997) (Animación)
- Cartoon Sushi (1997–1998) (coproducción con a.k.a. Cartoon y MTV Animation)
- Olive, the Other Reindeer (1999) (coproducción con The Curiosity Company, Flower Films y Fox Television Studios)
- The Adventures of Jimmy Neutron, Boy Genius (2002–2006) (coproducción con O Entertainment y Nickelodeon Animation Studio, e incluso el piloto de la serie de 1998 llamado, "Runaway Rocketboy")
- The Jimmy Timmy Power Hour (2004-2006) (coproducción con O Entertainment, Frederator Studios and Nickelodeon Animation Studio)

### Películas
- Macon County War (1990) (music)
- The Dark Dealer (1995) (efectos visuales)
- Elroy's Toy (1995) (coproducción con Third Planet Productions)
- The Ant Bully (2006) (coproducción con Legendary Pictures y Playtone)

| # | Títus y Playtone)o        | Fecha de lanzamiento    | Distribuidor                                      | Coproducción con                   | Recaudación | Taquilla     | Rotten Tomatoes | Metacritic |
| - | ------------------------- | ----------------------- | ------------------------------------------------- | ---------------------------------- | ----------- | ------------ | --------------- | ---------- |
| 1 | Jimmy Neutron: Boy Genius | 21 de diciembre de 2001 | Paramount Pictures                                | Nickelodeon Movies O Entertainment | $30,000,000 | $102,992,536 | 74%             | 65         |
| 2 | Santa vs. the Snowman 3D  | 1 de noviembre de 2002  | Universal Pictures (DVD) IMAX Pictures (película) | O Entertainment                    |             | $10,103,787  | 81%             | 62         |
| 3 | The Ant Bully             | 28 de julio de 2006     | Warner Bros. Pictures                             | Legendary Pictures Playtone        | $50,000,000 | $55,000,000  | 63%             | 59         |